# Les Camisards
 (août 2022).
Pour plus de détails, voir Fiche technique et Distribution.
Les Camisards est un film français réalisé par René Allio et sorti en 1972.

## Synopsis
En 1702, à la suite de la révocation de l'Édit de Nantes, les protestants cévenols, majoritairement des paysans et ouvriers de la soie, constituent des groupes armés à la suite de Gédéon Laporte et combattent les dragons de Louis XIV, chargés d'imposer le catholicisme à toute la population. Pourchassés par le capitaine Poul, ils mènent une guerre de guérilla, harcelant les troupes royales, brulant les églises catholiques, et se réunissant en assemblées religieuses secrètes. Abraham Mazel, jeune prédicant, les enflamme par ses prédications apocalyptiques. Les groupes de résistance s'étendent, sous la direction de Cavalier notamment, malgré leur faiblesse et les pertes dans leurs rangs. Au moment où Poul pense les avoir vaincus, la résistance se réorganise, sous le nom de Camisards.

## Fiche technique
- Titre : Les Camisards
- Réalisation : René Allio
- Scénario : René Allio et Jean Jourdheuil
- Producteur : Éric Geiger
- Musique : Philippe Arthuys
- Son : Bernard Aubouy
- Photographie : Denys Clerval et Jean-Paul Schwartz
- Montage : Sylvie Blanc
- Décors : Christine Laurent et Nicole Rachline
- Costumes : Christine Laurent
- Production : ORTF, Polfilm, Polsim Production
- Pays d'origine :  France
- Format : couleur - 1,66:1 - Mono - 35 mm
- Genre : drame, historique
- Durée : 100 minutes
- Date de sortie : France - 16 février 1972

## Distribution
- Philippe Clévenot : La Fleur
- Jacques Debary : Gédéon Laporte
- Gérard Desarthe : Abraham Mazel
- Dominique Labourier : Marie Bancilhon
- François Marthouret : Lieutenant François de la Fage
- Rufus : Jacques Combassous
- Hubert Gignoux : Abbé de Chalonges
- Gabriel Gascon : Capitaine Alexandre Poul
- André Reybaz : Baron de Vergnas
- Isabelle Sadoyan : Madame Villeneuve
- Gilbert Vilhon : Le curé Taillade
- Hélène Vincent : Catherine de Vergnas
- Jean Benguigui : Jean-Baptiste Fort
- François Dunoyer : Samuel Guérin
- Olivier Merlin : Un dragon
- Philippe Nahon : Reboul
- Jean Bouise : Le cocher
- Janine Souchon : La geôlière
- Christine Laurent : Marguerite Combes
- Anne Clément : Isabeau

## Distinctions
- 1972: Grand Prix de l'Académie du Cinéma
- 1972: Prix Interfilm et Prix OCIC lors du Festival de Berlin.

## Analyse
Il s'agit de l'un de seuls films qui permette de s'immerger de façon réaliste dans l'atmosphère cévenole du début du XVIIIe siècle et de se rendre compte des persécutions dont ont été victimes les protestants de cette région. On y retrouve la plupart des éléments qu'on peut approcher en visitant le musée du désert ou la tour de Constance.
On y voit très bien le caractère à la fois prophétique et désespéré des suiveurs d'Abraham Mazel.
On retrouve dans la réalisation d'Allio l'espèce de pureté originelle qui était le but des camisards, ainsi que le côté « persécutés » de ces puristes protestataires. La (brève) scène du bain ou tous les acteurs sont nus a quelque chose d'édenique.
Il s'agit d'un film à petit budget, tourné dans les lieux réels où se sont déroulés les épisodes de la guerre des Camisards. Les figurants sont les habitants des divers villages où ont été tournées les scènes. Pour cette raison et pour le caractère commémoratif du film, ceux-ci éprouvent pour lui une certaine affection.  Chacune de ses projections est entourée d'un sympathique folklore.